# Calintaan
Calintaan is een gemeente in de Filipijnse provincie Occidental Mindoro op het eiland Mindoro. Bij de laatste census in 2007 had de gemeente bijna 27 duizend inwoners.

## Geografie

### Bestuurlijke indeling
Calintaan is onderverdeeld in de volgende 7 barangays:
| - Concepcion - Iriron - Malpalon - New Dagupan - Poblacion - Poypoy - Tanyag |

## Demografie
Calintaan had bij de census van 2007 een inwoneraantal van 26.779 mensen. Dit zijn 3.276 mensen (13,9%) meer dan bij de vorige census van 2000. De gemiddelde jaarlijkse groei komt daarmee uit op 1,82%, hetgeen lager is dan het landelijk jaarlijks gemiddelde over deze periode (2,04%). Vergeleken met de census van 1995 is het aantal mensen met 5.092 (23,5%) toegenomen.

De bevolkingsdichtheid van Calintaan was ten tijde van de laatste census, met 26.779 inwoners op 382,5 km², 70 mensen per km².